# Жируа (род)
Жируа (фр. Giroie) — нормандское аристократическое семейство, игравшее важную роль в Нормандии и Южной Италии в XI веке. Центром их власти был замок на месте современного города Сен-Сенери-ле-Жере (департамент Орн). Жируа потерпели поражение в борьбе с Беллемами и герцогами Нормандии, после чего перебрались в Апулию, где ненадолго получили княжескую власть.

## История
Первый упоминающийся в источниках представитель рода — Жируа (умер после 1050 года), сын Арно, имевшего франкское или бретонское происхождение. Он получил в лен от герцога Нормандии Ричарда II замки Эшафур и Монтрей (или только Эшафур, тогда как Монтрей был приданым его жены) и закрепился таким образом в долине Рисля в Южной Нормандии. Семейство приняло деятельное участие в борьбе за власть при малолетнем Вильгельме Незаконнорожденном: так, сын Жируа Роберт I в 1040 году участвовал вместе с Раулем Гассийским в убийстве графа Брионна.
В эти же годы началась вражда между Жируа и Беллемами — могущественным семейством, господствовавшим на границе Нормандии и Мэна. Гильома де Жируа (брата Роберта I), приехавшего гостем на свадьбу одного из Беллемов, Гильома Талваса, по приказу жениха схватили, а затем выкололи ему глаза, отрезали нос и уши и кастрировали. Сородичи изувеченного начали войну; благодаря союзу с сыном и братом Талваса им удалось изгнать последнего из его владений.
Беллемы и их союзники Монтгомери смогли привлечь на свою сторону в этом конфликте герцога Вильгельма; последний конфисковал часть владений Жируа, включая Эшафур и Монтрей. Сын Роберта I де Жируа Роберт II разрушил Эшафур, после чего уехал в Апулию и влился в ряды местных нормандцев. Спустя несколько лет он вернулся в Нормандию и там был отравлен Мабелью Беллемской, боявшейся, что герцог простит его и вернёт ему конфискованные земли (1064).
Сын Роберта Гильом окончательно уехал в Италию. Он стал зятем норманна Ричарда Капуанского и князем Гаэты (1064), но вскоре захотел жениться на дочери последнего представителя лангобардской династии Капуи, чтобы захватить и это княжество; Ричард его сместил и изгнал. Последние годы жизни Гильом де Жируа провёл на папской службе.
Последние представители семейства жили в Нормандии, по крайней мере, до 1119 года, но прежнего влияния род Жируа уже не имел.

## Генеалогия
- Аббо
  - Арнольд Толстый
    - Жируа (умер после 1050 1050), сеньор д‘Эшаффур и де Монтрей; жена — Гизела де Монфор
      - Арнольд де Монтрей
        - Гильом

      - Фульк (умер 1040)
        - Жируа (бастард)
        - Фульк (бастард)

      - Гильом (ослеплён Гильомом Тальвасом); 1-я жена — Гильтруда дe Beina; 2-я жена Эмма де Tannée
        - (1) Арнольд д’Эшаффур (умер в 1065); жена — Эмма
          - Гильом, служил в Италии графу Роберту де Лорителло
          - Рено, монах в fr:Abbaye de Saint-Évroult
          - Петронилла, монахиня в Анжере
          - Гева

        - (2) Гильом (умер после 1068), в 1064 князь Гаэты; жена — дочь Ричарда I Капуанского

      - Рауль, монах в Мармутье
      - Роберт (умер после 1060); жена — Адель
        - Роберт (умер после 1119); 1-я жена — Радегунда; 2-я — Фелиция де Коннерр
          - (1) сын
          - (2) Гильом, сеньор де Сен-Сенери
          - (2) Роберт, сеньор де Сен-Сенери
          - (2) Матье
          - (2) Агата
          - (2) Дамата
          - (2) Эвелина

      - Гуго
      - Жируа
      - Эрембурга; муж — Валхелин де Пон-Эшанфри
      - Эмма; муж — Рожер Ле Мерлеро
      - Адель; муж — Соломон де Сабле
      - Гедвиза; муж — Роберт де Гранмесниль

    - Хильдегарда